# جون ميلس (ضابط)
جون ميلس (بالإنجليزية: John Mills)‏ هو ضابط أمريكي، ولد في 22 ديسمبر 1754 في ماساتشوستس في الولايات المتحدة، وتوفي في 8 يوليو 1796 في غرينفيل في الولايات المتحدة.